# Ворожба (город)
Ворожба́ (укр. Ворожба́) — город в Сумском районе Сумской области Украины. До 2020 года входил в состав упразднённого Белопольского района, в котором составлял Ворожбянский городской совет.

## Географическое положение
Город Ворожба находится на левом берегу реки Вирь, выше по течению примыкает город Белополье, ниже по течению на расстоянии в 1,5 км расположено село Старые Вирки. Река в этом месте извилистая, образует лиманы, старицы и заболоченные озёра.

## Население
В январе 1989 года численность населения составляла 9811 человек.
По состоянию на май 2025 года численность населения составляла около 800 человек.
По данным переписи 2001 года украинцы составляли 90,95 % населения города, русские — 7,56 %.

### Языковой состав
Родной язык населения по данным переписи 2001 года:
| Язык       | Численность, чел. | Доля     |
| ---------- | ----------------- | -------- |
| Украинский | 7 712             | 92,08 %  |
| Русский    | 592               | 7,07 %   |
| Другое     | 71                | 0,85 %   |
| Итого      | 8 375             | 100,00 % |

В настоящее время украинский язык является официальным и основным языком города.

## История

### 1672—1917

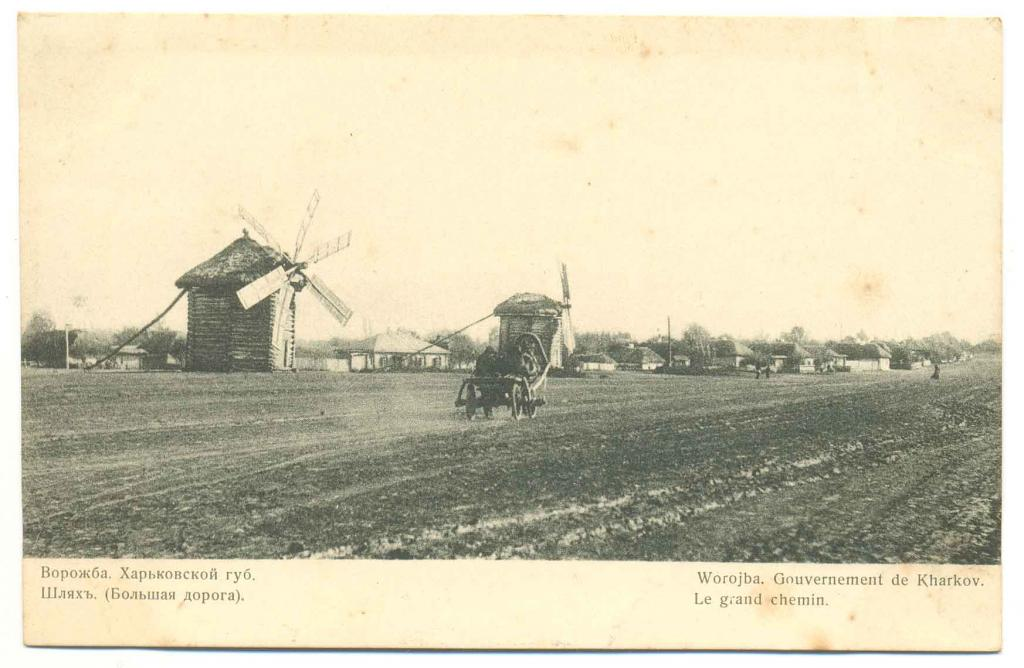
Ворожба в начале XX века. Большая дорога

1672 — дата основания и первого упоминания в письменных источниках села, ставшего сотенным селом Сумского полка.
В 1676 году в селе была построена церковь.
С 1765 по 1780 год — слобода Белопольского комиссариата, с 1780 года в составе Харьковского наместничества (в дальнейшем — Харьковской губернии).
С 1835 года — волостной центр Сумского уезда.
В 1869 году через село прошла Курско-Киевская железная дорога и была построена железнодорожная станция, в 1877 году проложена железная дорога на Люботин. 8 января 1878 года было открыто временное пассажирское и грузовое движение на Сумском участке железной дороги от станции Белополье до Ворожбы, а 8 февраля 1878 года — движение по всей Сумской линии.
В 1894 году была введена в эксплуатацию узкоколейка Ворожба — Середина-Буда, которую в 1915 году перестроили на широкую колею.
По состоянию на 1895 год здесь насчитывалось 3405 жителей и 564 дома, действовали сельская управа, православная церковь, школа, почтовая станция, богадельня и три торговые лавки.

### 1918—1991
В январе 1918 года в Ворожбе была установлена Советская власть, в марте 1918 года в районе Ворожбы шли ожесточённые бои 1-го Луганского социалистического отряда К. Е. Ворошилова с наступавшими немецкими войсками. В дальнейшем, Ворожба была оккупирована наступавшими австро-немецкими войсками. Позднее, Ворожба оказалась в зоне боевых действий гражданской войны.
В 1923 — присвоено статус посёлка городского типа.
В связи с развитием железнодорожной сети в конце 1920х — начале 1930х годов Ворожба стала крупным железнодорожным узлом (пересечение линий Харьков — Львов, Харьков — Минск, Харьков — Орша и Киев — Воронеж).
В ходе Великой Отечественной войны с 7 ноября 1941 до 6 сентября 1943 года Ворожба была оккупирована наступавшими немецкими войсками. В период оккупации в посёлке (на территории Военстроя) был создан концентрационный лагерь для мирного населения.
После окончания боевых действий посёлок был восстановлен, в ходе озеленения был создан парк. В 1950 году здесь действовали паровозо-вагоноремонтные мастерские, предприятия по обслуживанию железнодорожного транспорта, школа, клуб и кинотеатр.
В 1959 — посёлок городского типа стал городом.
В 1978 году здесь действовали вагонное депо, филиал Конотопского локомотивного депо, завод металлоконструкций, мясокомбинат, хлебный завод, производство стройматериалов, 4 общеобразовательные школы, филиал Белопольской музыкальной школы, больница, три клуба и пять библиотек.

### После 1991
После провозглашения независимости Украины положение промышленных предприятий города осложнилось, с 1990х годов основой экономики города стали предприятия железной дороги и розничной торговли.
После создания в августе 1996 года государственной акционерной компании «Хлеб Украины» Ворожбянское хлебоприёмное предприятие было преобразовано в открытое акционерное общество и стало дочерним предприятием ГАК «Хлеб Украины», в ноябре 1997 года Кабинет министров Украины разрешил его приватизацию.
В 1992—2005 годы часть построенных в советское время объектов городского хозяйства прекратила функционировать — были закрыты два клуба (один из которых перестроили в церковь), детский сад, центральный универмаг (после приватизации переоборудованный в гараж) и несколько магазинов.
По состоянию на начало весны 2006 года в городе функционировали железнодорожный вокзал, вагонное и локомотивное депо, товарная контора, хлебная база, завод металлоконструкций, мясокомбинат, два почтовых отделения, больница, три школы, филиал Белопольской музыкальной школы, два детских сада, две библиотеки, клуб, стадион, несколько частных магазинов и открытый рынок.
Начавшийся в 2008 году экономический кризис осложнил положение города, в ходе проведённой реструктуризации объектов Сумской дирекции Юго-Западной железной дороги станция Ворожба из внеклассной была переведена в категорию станций 3-го класса, вагонное депо (ранее бывшее самостоятельным предприятием) получило статус мастерской вагонного депо станции Конотоп, железнодорожная больница (количество койко-мест в которой было сокращено с 30 до 15) стала поликлиническим отделением больницы станции Конотоп.

## Экономика
- железнодорожная станция Ворожба с вагонным депо «Ворожба», вокзалом и узловой больницей[20].
- Локомотивное депо (ТЧ-11)
- Ворожбянский мясокомбинат
- ОАО «Ворожбянское хлебоприёмное предприятие»[20]
- хлебная база № 82[20] (с 2008 года — Ворожбянский филиал Ахтырского КХП)[21]
- железнодорожный таможенный пункт «Ворожба» Сумской таможни[22], который находится в зоне ответственности Сумского пограничного отряда Восточного регионального управления ГПСУ[23].

## Транспорт
Станция Ворожба — крупный железнодорожный узел.
Через город проходит автомобильная дорога Т-1908. 

## Объекты социальной сферы
- Детский сад.
- 3 школы.
- Больница.
- Стадион «Локомотив»[24]

## Религия
- Свято-Покровский храм.
- Свято-Успенский храм.